# 伊拉克大学
伊拉克大学 (也被译作“阿宰米耶伊斯兰学大学”)是伊拉克的一所大学，位于巴格达北部的阿宰米耶。提供学士与研究生教育。
1989年创办，称为“伊斯兰大学”。2010年改名为“伊拉克大学”。
学生来自伊斯兰各国。

## 学院设置
- 人文学部
- 教育学院
- 女性教育学院
- 工学部
- 信息学部
- 伊斯兰学部
- 法学院
- 管理与经济学部
- 医学部